# Ponte Medina
A Ponte Medina (em espanhol: Puente de Medina) é uma ponte medieval em Arévalo, Espanha.

## História e descrição
A ponte atravessa o Arevalillo. Construída em estilo mudéjar no século XIV, exibe três olhos principais em forma de arcos pontiagudos. Foi declarado monumento histórico-artístico (precursor do estatuto de Bien de Interés Cultural por Decreto Real de 19 de outubro de 1983 (publicado no Boletín Oficial del Estado de 27 de dezembro de 1983).